# Beneath (film 2013 Fessenden)
Beneath è un film del 2013 diretto da Larry Fessenden.
Film horror statunitense sceneggiato da Tony Daniel e Brian D. Smith.

## Trama
Sei ragazzi (Johnny, Kitty, i due fratelli Matt e Simon, il nerd appassionato di cinema Zeke e Deb) appena diplomatisi, per festeggiare l'evento decidono di passare per l'ultima volta un'intera giornata tutti insieme, consci del fatto che ognuno poi prenderà la sua strada e che difficilmente potranno rivedersi.
La meta prescelta è un lago nelle vicinanze, che hanno intenzione di attraversare in barca. Ma una volta giunti sul posto un anziano signore, Mr. Parks, amico del nonno di Johnny, lo avvicina intimandogli di non farlo, in quanto lui conoscendolo "potrebbe anche essere in grado di rispettare il lago, mentre i suoi amici sicuramente no". Il ragazzo, a cui quando era solo un bambino il nonno ha raccontato
una leggenda su un terribile predatore affamato di umani che abiterebbe nelle sue acque, e sicuro che si tratti solo di ciò e non della verità, rassicura l'anziano sul fatto che sapranno badare a loro stessi, ma quest'ultimo promette che entro sera sarebbe tornato a controllare che tutto fosse a posto.
Poco dopo essersi imbarcati, puntualmente tre di loro decidono di gettarsi in acqua per fare un bagno, ignorando i ripetuti inviti da parte di Johnny, memore delle parole di Parks, di lasciar perdere e di proseguire. Solo quando Kitty si sente sfiorata da qualcosa sott'acqua capiscono che c'è qualcosa che non quadra, e fanno celermente ritorno all'imbarcazione. E da qua in poi comincia il loro incubo...
Una mostruosa creatura simile ad un enorme pesce gatto vaga infatti nelle acque del lago in caccia di qualsiasi cosa si muova, proprio come voleva la leggenda, mettendo a dura prova la loro amicizia in una sanguinosa lotta per la sopravvivenza, mietendo la prima vittima innocente, Deb, che muore in breve tempo dissanguata dopo essere stata ferita ad un braccio. Poco a poco, dopo la macabra idea venuta a Zeke di sacrificare qualcuno di loro di volta in volta attraverso delle votazioni, con l'unico scopo di distrarre il mostro nella speranza di salvare gli altri, moriranno tutti, lui compreso.
Al calar della sera, inizialmente solo Kitty e Simon riusciranno a salvarsi e giungere a riva, ma quest'ultimo dopo averla baciata, con uno scatto di gelosia le conficca la collana appuntita che porta al collo (un precedente regalo di Johnny) nella gola dopodiché annega la donna uccidendola. A questo punto come promesso spunta fuori Mr. Parks, con i fari della sua automobile puntati sul giovane superstite; l'uomo ha seguito tutta la scena e ha con sé la telecamera con la quale Zeke riprendeva tutto (infatti al momento della sua uccisione si intuisce che il pesce gigante gli mozza il braccio sul quale era legato l'oggetto, che galleggia in superficie) e, capendo che sono tutti morti e che Simon è stato uno di quelli che ha votato contro Johnny, decide che anche lui non merita di vivere e che deve fare la stessa orribile fine degli altri.
La scena finale mostra Parks che con una pistola spara ripetutamente alle gambe di Simon, urlante e implorante pietà. Il sangue attirerà inevitabilmente la creatura che di lì a poco lo raggiunge e lo uccide.